# واوکس، وین
واوکس، وین (به فرانسوی: Vaux, Vienne) یک کمون در فرانسه است که در Canton of Couhé واقع شده‌است.

## خصوصیات
واوکس ۲۵٫۸۴ کیلومترمربع مساحت و ۶۸۹ نفر جمعیت دارد و ۱۲۰ متر بالاتر از سطح دریا واقع شده‌است.